# 比森特·罗卡富埃特
比森特·罗卡富埃特·伊·阿兰武鲁（西班牙語：Vicente Rocafuerte y Ortiz de Cevallos，1783年5月1日—1847年5月16日) 在厄瓜多爾政治中一个举足轻重的人物和總統(1834-1839)。
罗卡富埃特生于瓜亚基尔，年轻时在马德里完成教育。1807年返回厄瓜多尔，厄瓜多尔独立后，他当选厄瓜多尔国会皮钦查省议员，反对總統胡安·何塞·弗洛雷斯，被流亡秘鲁。后回国在1833年9月20日成为瓜亚斯省省长，起兵反抗弗洛雷斯，但兵败被俘。由于他尊重的地位与许多支持者，罗卡富埃特与弗洛雷斯谈判解决，以及从监狱获释。協議让弗洛雷斯完成他的任期，而后由羅卡富埃特任總統，弗洛雷斯则在掌有军队控制权。
在他担任總統期间，罗卡富埃特在1835年通过了新宪法，并给予土著印第人在厄瓜多尔更大的保障。
任期结束后，弗洛雷斯继任總統，两人矛盾再次爆发，罗卡富埃特离开厄瓜多尔抗议，经过短暂的叛乱，罗卡富埃特和比森特·拉蒙·罗卡于1845年3月6日推翻弗洛雷斯，罗卡担任總統，罗卡富埃特被任命为驻南美各国特别代表。
| 前任： 胡安·何塞·弗洛雷斯 | 厄瓜多尔总统 1834年—1839年 | 繼任： 胡安·何塞·弗洛雷斯 |